# Janis Paige
Janis Paige, född Donna Mae Tjaden den 16 september 1922 i Tacoma, Washington, död 2 juni 2024 i Los Angeles, Kalifornien, var en amerikansk skådespelare och sångare. Paige spelade i över ett år huvudrollen i musikalen Pyjamasleken på Broadway. Hon medverkade i omkring 100 filmer och TV-produktioner.
Janis Paige har en stjärna på Hollywood Walk of Fame vid adressen 6624 Hollywood Blvd.

## Filmografi i urval
- 1944 – Genom eld och vatten
- 1944 – Hollywood Canteen
- 1946 – Duellen i mörkret
- 1946 – Of Human Bondage
- 1946 – Two Guys from Milwaukee
- 1946 – Här kommer Broadway
- 1948 – På kryss till Rio
- 1957 – Silkesstrumpan
- 1960 – Handen på hjärtat
- 1961 – Ungkarl i paradiset
- 1962 – Med flickor i kölvattnet
- 1967 – Mannen som red in i Dakota
- 1972 – Columbo (TV-serie)
- 1978 – Kärlek ombord (TV-serie)
- 1978 – Fantasy Island (TV-serie)
- 1978 – Hawaii Five-O (TV-serie)
- 1978 – Charlies änglar (TV-serie)
- 1981 – Gänget och jag (TV-serie)
- 1989 – Farligt uppdrag (TV-serie)
- 1989 – General Hospital (TV-serie)
- 1990–1993 – Santa Barbara (TV-serie)